# Martin County (Minnesota)
Martin County is een county in de Amerikaanse staat Minnesota.
De county heeft een landoppervlakte van 1.837 km² en telt 21.802 inwoners (volkstelling 2000). De hoofdplaats is Fairmont.

## Bevolkingsontwikkeling

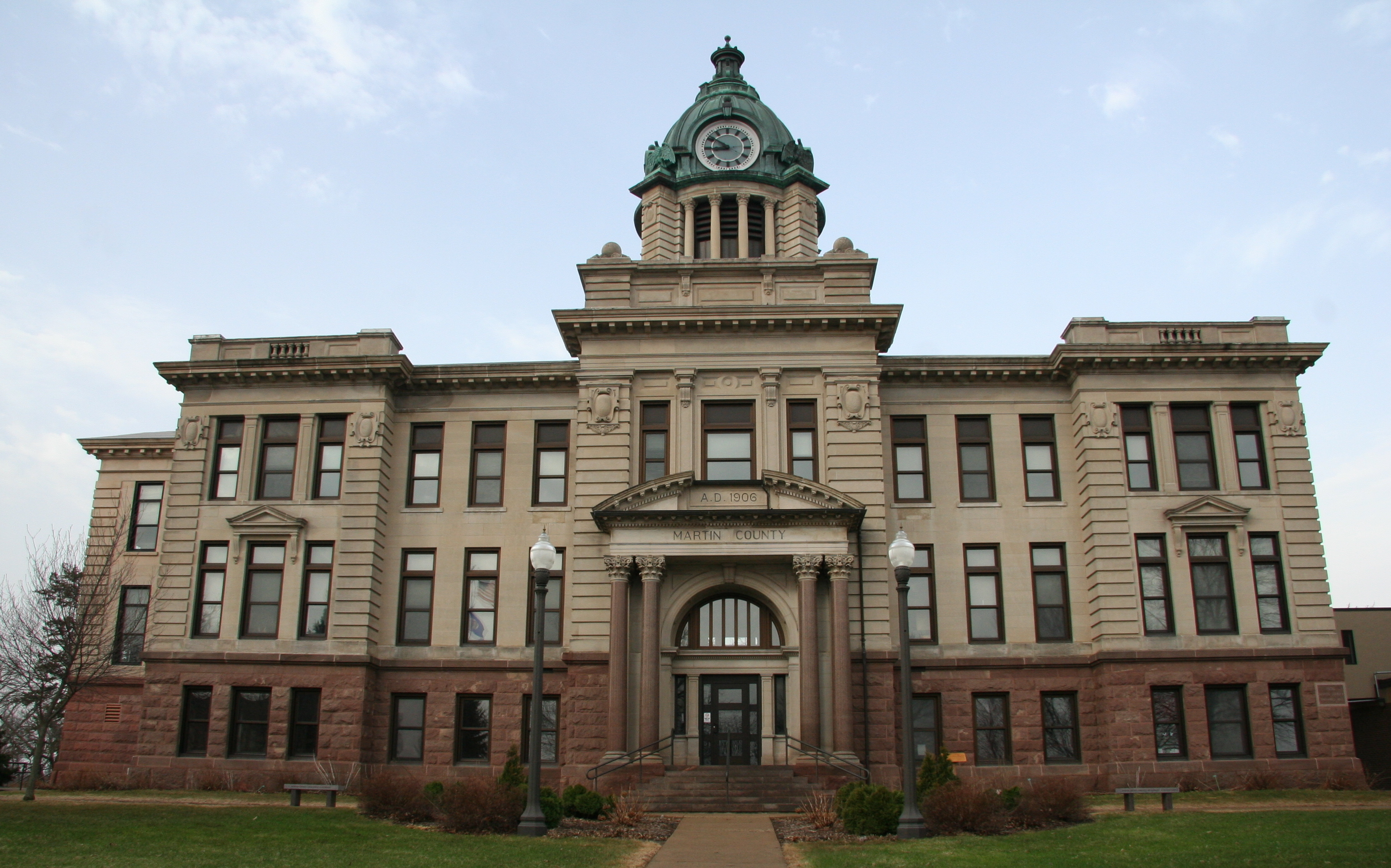
Martin County Courthouse